# La balada de Johnny Sosa
La balada de Johnny Sosa (1987) es una novela del uruguayo Mario Delgado Aparaín, galardonada con el Premio Municipal de Literatura de Montevideo en el año de su publicación. Los críticos la consideran una de sus mejores novelas.
El protagonista Jhonny Sosa es un negro cantante de blues que vive con su esposa Dina en un pueblo llamado Mosquitos, al interior de Uruguay. Lleva una vida humilde y rutinaria que se ve alterada por sucesos que no solo lo afectarán a él y a su esposa, sino a todo el pueblo de Mosquitos.

## Argumento
Sosa despierta como todas las mañanas para escuchar sobre la vida de Lou Brakley en su programa favorito "El espacio fértil de la madrugada". Encuentra que no están pasando su programa y apaga la radio. Pronto al pueblo llegan camiones del Ejército y, al día siguiente, aparecen las carpas grises. Al campamento militar no pueden acercarse los habitantes y, en las noches, los militares invaden los jardines de los pueblerinos, tratando de espiarlos. Johnny espera conseguir más noticias sobre lo que ocurre en el quilombo "Chantecler", donde trabaja pese a que su mujer, la rubia Dina, no esté feliz de ello. Johnny toca la guitarra y canta blues en "inglés". Esa noche se encuentra con Melías Churi, el conductor del programa "El espacio fértil de la madrugada", quien le informa sobre el golpe de Estado. Los militares se llevan a Melías, mientras Johnny cantaba. 
Seis meses después se instala el coronel Valerio en el pueblo junto a su familia. El cura Freire propone un día que Johnny aprenda a cantar en español, y que el maestro Di Giorgio le de clases, a lo que Johnny en un primer momento se resiste, pero termina cediendo. Con el apoyo del coronel Valerio, Johnny puede ir con el odontólogo, que le coloca una dentadura nueva, para que Johnny se convierta en un cantante famoso y que pueda sonreír. Dina es feliz cuando ve que su marido volvía a tener una dentadura, y sabe que sus vidas van a cambiar. Johnny dudaba de su vinculación con el coronel, el cura y el maestro, y se inquietaba cada vez que veía a los militares llevarse a distintas personas del pueblo, y duda aún más cuando su amigo y vecino Nacho Silvera huye del pueblo antes de que los militares lo atraparan. 
Johnny decide no ir más a lo del maestro Di GIorgio. En el bar "Euskalduna" se escuchaban rumores de Johnny y de cómo estaba siendo utilizado por los militares, y que pronto se lo vería trabajando de jardinero o haciendo mandados para el coronel y su familia. Johnny solo se fue del bar sin responder nada a los dichos, y un oficial que vigilaba la conversación, cuenta todo lo sucedido al coronel Valerio. Johnny decide volver al "Chantecler" sin permiso del coronel, y pronto las prostitutas le avisan que lo están vigilando, y él decide ignorarlos y cantar. Johnny canta, burlándose de los militares y del coronel, cantando en español, sonriendo con su dentadura nueva. Lo señalan como traidor, persiguiendo a Johnny cuando é comienza a huir. Pese a ser perseguido, Johnny logra huir, sin saber exactamente a dónde dirigirse, ni dónde se encontraba la frontera.

## Personajes
En una entrevista a Delgado Aparaín manifiesta que: "La descripción de personajes, lugares o acciones tiene que resultar convincente, y siempre debe tener en cuenta al lector cuando los estoy imaginando." Los personajes que nos presenta Delgado Aparaín son de tipo universal, pudiendo identificarlos en cualquier ciudad además de en el pueblo de Mosquitos.
- Johnny Sosa. Negro guitarrista y cantante de blues que vive humildemente junto a su esposa Dina en el pueblo de Mosquitos. Lleva una vida rutinaria, y todas las mañanas enciende su Spika roja para escuchar su programa favorito de la radio llamado "El espacio fértil de la madrugada", donde escuchaba sobre la vida de Lou Brakley, hasta el día en que la estación de radio deja de emitir el programa sin aviso. Trabaja en el quilombo llamado "Chantecler", donde canta las canciones de sus cantantes favoritos, en lo que él considera "inglés".

- Dina. Esposa de Johnny, Lleva una vida humilde con su marido, aunque desearía que su marido trabajara en otro lugar y que pudieran mejorar su forma de vida.

- Melías Churi. Conductor del programa de radio "El espacio fértil de la madrugada". Abandona el programa con el Golpe de Estado. Luego se lo van a llevar los soldados en el "Chantecler".

- Coronel Werner Valerio. Dirige el campamento militar en Mosquitos, y para ello se instala en el pueblo. Al interesarse por la voz de Johnny, lo ayuda mandándolo a que se ponga una nueva dentadura y apoyando sus clases con el maestro Di Giorgio.

- Maestro Di Giorgio. Viejo tenor y profesor de canto que va a tratar de enseñar a Johnny a cantar en castellano.

- Sacerdote Bartolomé Freire. Párroco del pueblo que posee un discurso moralista doble.

- Doctor Fronte. Es un intelectual del pueblo que representa a la Institución en él.

- Nacho Silvera. Vendedor ambulante, amigo y vecino de Johnny. Logra escapar de sus captores cuando lo quieren apresar.

- Vasco Euskalduna. Dueño del bar llamado "Euskalduna".

- Tomé cara de Humo. Empleado del quilombo "Chantecler".

- Terelú. Prostituta del quilombo "Chantecler".

- Celeste. Prostituta del quilombo "Chantecler".

- María Teresa de Australia. Prostituta del quilombo "Chantecler".

- Romeo Toss. Anciano tambero que espera la liberación de su hijo.

- Gutiérrez. Guardia militar.

- Maestra Herminia. Maestra y directora de la escuela. Es apresada sin motivos claros.

- Odontólogo. Es quien coloca la nueva dentadura a Johnny por orden del Coronel Valerio.

## La dictadura, en los personajes

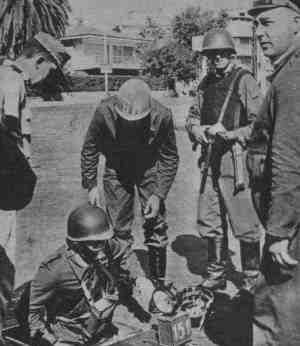
Dictadura militar en Uruguay

En La balada de Johnny Sosa se observa la instauración de la dictadura en un pueblo chico, donde no se encuentran grandes sobresaltos. De manera rápida se comienzan a manifestar los cambios que el Golpe de Estado va generando con el tiempo, y cómo estos van afectando a los habitantes.
La novela destaca la manera en que el protagonista de la historia reconoce el primer momento en el que los militares llegan y se instalan en el pueblo, esto es a través de un pequeño agujero que hay en la pared de adobe de la casa de Johnny. El personaje observa desde el agujero el mundo exterior y los cambios que están ocurriendo en él.
El escritor a través de la obra, muestra la visión de la dictadura militar en Uruguay desde la perspectiva de los ciudadanos comunes, evitando escribir solamente de los militares y militantes. Muchos de los pasajes en los que se trata el tema de la dictadura, las detenciones de los distintos habitantes sin haber razones justificadas, entre otros, suscitan momentos de gran reflexión tanto en Johnny, protagonista de la novela, como en los lectores de la obra.

## El autor y su obra
En relación con el hecho de que la obra se encuentra enmarcada en la dictadura uruguaya,

Delgado Aparaín ha sabido responder al horror con la burla y la sonrisa. (...) Más que argumentos y protagonistas, lo que Delgado Aparaín impone en el lector son cuadros pictóricos de coloridos detalles y la atmósfera del relato. Se vale para ello de un extrañamiento de la realidad donde predomina lo mágico en lo cotidiano, el enfoque insólito, la atención al detalle lateral, la creación del entorno como extensión de los movimientos del personaje, el humor esperpéntico.
Alfredo Alzugarat en Letras, 40 años de literatura uruguaya (1973-2013)

Teatro
La balada de Johnny Sosa se estrenó el 7 de marzo de 2024 en la sala 1 del Teatro Stella d'Italia - La Gaviota de Montevideo.
La adaptación y dirección del espectáculo estuvo a acargo de Alfredo Goldstein. Integran el elenco Gonzalo Brown, Gianinna Urrutia, Marcelo Ricci y Diego Artucio.
Escenografía y Vestuario: Hugo Millán
Iluminación: Pablo Caballero
Ambientación sonora: Fernando Ulivi
Ilustración: Guillermo Ifrán
Fotografía: Alejandro Persichetti
Producción Ejecutiva: We! Producciones